# Bulldog TV
Bulldog TV es una productora de televisión española fundada en 2015 por Afredo Ereño y Angelo Rocca, quienes crearon su propia productora tras abandonar Magnolia TV. Cabe destacar que la producción de Bulldog va dirigida principalmente a Mediaset España, aunque también lo ha hecho para MTV, habiendo producido varios programas de éxito como Supervivientes, Mujeres y hombres y viceversa o Super Shore.

## Producción
- (2015 - 2021) Mujeres y hombres y viceversa (Telecinco y Cuatro)
- (2016 - 2023) Supervivientes (Telecinco y Cuatro)
- (2016 - 2017) Super Shore (MTV)
- (2017) Singles XD (Cuatro)
- (2018 - 2023) Volverte a ver / Déjate querer (Telecinco)
- (2018 - 2021) El concurso del año (Cuatro)
- (2020) La casa fuerte (Telecinco)
- (2020-2023) Solos/Solas (Mitele PLUS)
- (2021) Sobreviviré (Mitele Plus)
- (2022) Esta noche gano yo (Telecinco)
- (2022 - 2025) Reacción en cadena (Telecinco)
- (2023) A tu bola (Telecinco)
- (2024 - act.) Bailando con las estrellas (Telecinco)
- (2025 - act.) Hay una cosa que te quiero decir (Telecinco)
- (2025 - act.) Agárrate al sillón (Telecinco)